# A Forest
"A Forest" é uma canção da banda britânica de rock The Cure. Foi lançada como single em 8 de abril de 1980 pela gravadora Fiction Records como parte de seu segundo álbum de estúdio, Seventeen Seconds. Foi co-produzido por Mike Hedges e Robert Smith.
Foi a estreia da banda no UK Singles Chart, alcançando o número 31. O videoclipe que acompanha a canção foi exibido pela primeira vez no programa BBC's Top of the Pops em 24 de abril de 1980.
Inicialmente concebida como "At Night", a canção foi mixada ao longo de sete dias, junto com o restante das músicas de Seventeen Seconds. "A Forest" é a primeira música representativa da fase gótica da banda do início dos anos 1980. A música apareceu nos setlists da banda por muitos anos. Várias versões apareceram em álbuns de concertos, e foi regravada, posteriormente remixada e lançada como single de Mixed Up em 1990.

## Faixas

### Vinil de 7 polegadas
1. "A Forest" (versão single)
2. "Another Journey by Train"

### Vinil de 12 polegadas
1. "A Forest" (versão álbum)
2. "Another Journey by Train"

## Posição nas paradas
| Parada                                     | Melhor posição |
| ------------------------------------------ | -------------- |
| Belgium Singles Chart                      | 20             |
| Dutch Top 100                              | 26             |
| New Zealand Singles Chart                  | 38             |
| UK Singles Chart                           | 31             |
| US Billboard Dance Music/Club Play Singles | 47             |